# Sabine Kahn
Pour les articles homonymes, voir Kahn.
Œuvres principales
- Pédagogie différenciée
- Les Compétences à l’école

Sabine Kahn est une enseignante et pédagogue française qui a surtout travaillé sur les moyens et concepts pédagogiques et sur les conditions de leur application. 
Sabine Kahn a exercé longtemps dans l'Académie de Lyon, puis est intervenue dans la formation des enseignants (enseignements spécialisés et enseignements des arts plastiques). Elle a ensuite été maître de conférences dans les domaines de l'analyse des situations d’enseignement et de l'analyse des pratiques de classe, et chargée de cours à l’université Lille 3.

## Présentation et parcours
Sabine Kahn est titulaire d'une Maîtrise de didactique du français langue étrangère (Université Lyon 2, France) et d'un doctorat en sciences de l’éducation (Université Lille 3, France). Elle est actuellement Chargée de cours en Sciences de l'éducation à l'Université de Bruxelles, s'engageant dans les démarches de Philippe Meirieu et privilégiant la formation des enseignants. 
Elle reste critique quant à la cohérence et à l'adaptation des réformes qui ont émaillé la vie scolaire depuis plusieurs années et s'intéresse particulièrement aux publics défavorisés pour adapter la pédagogie à leurs besoins spécifiques.
Sabine Kahn considère que la pédagogie interactive est un élément intégré d'un processus démocratique et, dans cette logique, elle s'est investie dans une diffusion à échelle des nations des démarches pédagogiques qu'elle préconise, donnant à l'étranger des cours et des conférences pour en expliquer les objectifs et les contenus, comme elle l'a fait par exemple en 2011 à Hong-Kong.  

## Recherches
Elle s'est surtout intéressée aux pratiques enseignantes et aux mécanismes de production des inégalités face à l’école dans le cadre de la spécificité de la transmission scolaire et des pratiques enseignantes qui peuvent contribuer à la discrimination de certains élèves et à leurs effets sur les apprentissages :
- politiques scolaires et leurs effets sur les pratiques enseignantes ;
- pratiques enseignantes et leurs effets sur les apprentissages ;
- forme spécifique que prennent les enseignements et les savoirs à l'école ;
- spécificités tenant à l’organisation de la scolarité et tentatives de modification de celles-ci (cycles, approche par compétences, dispositifs de discrimination positive).

Plus particulièrement dans la formation des enseignants, elle a mené des recherches avec Bernard Rey, dans les domaines suivants : 
- La construction d'épreuves étalonnées d'évaluation pour l'enseignement fondamental en rapport avec les nouveaux socles de compétences ;
- La mise en place des cycles dans les écoles de Belgique francophone (2001-2003) ;
- Les pratiques pédagogiques à l'école primaire et la réussite scolaire des élèves venant de milieux défavorisés (2004-2006).

### Ouvrages
- Vincent Carette et Sabine Kahn, L'évaluation des compétences ou l'évaluation de l'incertitude ? Les points aveugles dans l'évaluation des dispositifs d'éducation et de formation, 2011
- Sabine Kahn, Pédagogie différenciée, De Boeck, septembre 2010,  (ISBN 2804160386)
- Sabine Kahn, Les cycles d’apprentissage, du champ de la pratique politique au champ de la pratique enseignante ? , éditions De Boeck,2010
- Sabine Kahn, A la recherche du cycle perdu. Mise en place des cycles d’apprentissage, éditions ANRT, 2009
- Sabine Kahn et Bernard Rey, Injonctions politiques et pratiques enseignantes : le cas de la mise en place des cycles en Belgique et au Québec, éditions L’Harmattan, 2008
- Bernard Rey, Vincent Carette, Anne Defrance et Sabine Kahn, As competências na escola : aprendizagem e avaliaçao. Ciblioteca do Professor, Ediçoes Galivro, 2005
- Bernard Rey, Vincent Carette, Anne Defrance et Sabine Kahn, Les Compétences à l’école : apprentissage et évaluation, préface de Philippe Meirieu, éditions De Boeck, 159 p, 2003,  (ISBN 2804150046)

### Articles et contributions
revues internationales
- Kahn S. (2011) La relativité historique de la réussite et de l’échec scolaires, in Lapointe C. et Sirois P. (dir.), Éducation et Francophonie - Regard critique sur le discours politique et scientifique à l'égard de la réussite scolaire, Vol. XXXIX:1 – avril 2011, 54-66
- Kahn S, Coché F. et Robin F. (2010). Pratiques enseignantes en milieux défavorisés : une recherche exploratoire et compréhensive, Recherches qualitatives, 29 , 111-113
- (en) Kahn S. (2010). Les réformes contre le redoublement ou les limites des recherches non collaboratives, Savoirs et collaborations entre enseignants et chercheurs en éducation, Recherches en éducation, Hors série n°1.
- Kahn S. (2010). Teacher Training in the Belgian French-Speaking Community : between Continuity and Change, International Handbook on Teachers Training, 1, 83-96
- Kahn S. (2009). Le socle commun, outil pour un authentique travail par compétences?, Les Cahiers pédagogiques, 476, 20-21
- Kahn S. (2009). Note critique sur l'ouvrage "Analyser et comprendre la pratique enseignante", Vinatier I. et Altet M. (dirs.) Recherche et Formation, 62
- Kahn S. et Rey B. (2008). Pratiques d’enseignement, forme scolaire et difficultés des élèves, Les Dossiers des Sciences de l’Éducation, 19, 158-161
- Rey B. et Kahn S. (2006). Recension sur l'ouvrage "La mise en place des cycles d’apprentissage en Belgique et au Québec : comparaison", Éducation comparée, 60, 57-65, AFEC, Carry A. (dir.)

revues nationales
- Kahn S., (2011). L’approche par compétences: comment les élèves peuvent réutiliser leurs connaissances. Éduquer, 81, 18-20
- Kahn S., Les compétences, un arrêt de la fuite en avant ?, Le café pédagogique, octobre 2010[6],
- Kahn S. et Rey B. (2007). Les cycles à l’école fondamentale : pièges et opportunités pour le directeur d’école, InDirect, 5, 35-49
- Coché F., Kahn S., Robin F. et Rey B. (2006). Pratiques pédagogiques à l’école primaire et réussite scolaire des élèves venant de milieux défavorisés, article synthétisant une recherche commanditée par la Communauté française de Belgique, 15p.
- Kahn S., Rey B. et Carry A. (dir.)(2006). La mise en place des cycles d’apprentissage en Belgique et au Québec : comparaison, Éducation comparée, AFEC, 60, 57-65
- Kahn S. (2005). Ces réformes qui ont si peu d’effets, Reliures, 14, 12-13
- Kahn S. (2004). Une réforme scolaire : des intentions aux résistances, Sciences Humaines, 153, 42-44 [7],
- Carette V., Defrance A., Ivanova D., Kahn S., Robin F., Van Campenhoudt A. et Rey B. (dir.)(2003). Élaboration d’un outil d’aide au fonctionnement pédagogique des cycles à l’école primaire, article de synthèse d’une recherche commanditée par la Communauté française de Belgique
- Rey B., Carette V. et Kahn S. (2002). L'évaluation des compétences à l'école primaire, Le point sur la recherche en éducation, 23, 51-63
- Carette V., Defrance A., Kahn S. et Rey B. (dir.), Les cycles à l’école primaire : repérage des pratiques, 2002
- Carette V., Defrance A., Kahn S. et Rey B. (dir.), Création d’épreuves étalonnées en relation avec les nouveaux socles de compétences pour l’enseignement fondamental, Recherche en éducation, 2002